# Skattjakten med IJustWantToBeCool
Skattjakten med IJustWantToBeCool, är en svensk komediserie som hade premiär på SVT Play den 7 november 2024 och på SVT Barn den 12 november 2024. Första säsongen som består av sex avsnitt är skapad, regisserad och producerad av humortrion I Just Want To Be Cool, som även spelar huvudrollerna.

## Handling
Serien beskrivs som en "skruvad och komisk äventyrsserie" med influenser från humortrions barndomsfavoriter. Den kretsar kring en vild jakt efter fem försvunna kristaller.

## Medverkande
- Joel Adolphson
- Victor Beer
- Emil Ejdemo Beer
- Sissela Benn
- Chris Ankarberg Lidén
- Göran Lidén
- Jennifer Milo
- Sofia Bach
- Emma Molin
- Valter Toverud
- Saga Stoltz Sörnäs
- Ara Simifar

## Avsnitt
1. Museet
2. Kebnekaise
3. Kärnkraftverket
4. Bockolympiaden
5. Barkåldern
6. Skatten[5]

### Webbkällor
- ”Skattjakten med IJustWantToBeCool - Medverkande” (PDF). credits.svt.se. Sveriges Television. 18 november 2025. https://credits.svt.se/skattjakten-med-ijustwanttobecool/. Läst 19 november 2024.

### Fotnoter
1. 1 2 3 4 5 6 7 8 9 10 11 12  Skattjakten med IJustWantToBeCool – Medverkande, Sveriges Television, läs online, läst: 18 november 2024.[källa från Wikidata]
2. 1 2  ”IJustWantToBeCool gör en ny serie för SVT: ”Drömprojekt””. www.aftonbladet.se. 24 oktober 2024. https://www.aftonbladet.se/nojesbladet/a/KMG6GX/ijustwanttobecool-gor-en-ny-serie-for-svt. Läst 25 oktober 2024.
3. 1 2  Sveriges Television AB, Stockholm Sweden. ”Skattjakten med IJustWantToBeCool – Avsnitt 1”. https://www.svtplay.se/video/jMd2Bvx/skattjakten-med-ijustwanttobecool. Läst 25 oktober 2024.
4. 1 2  Johannesson, Eva (10 oktober 2024). ”IJWTBC:s nya studio – en ”barndomsdröm””. Svenska Dagbladet. ISSN 1101-2412. https://www.svd.se/a/GyjKJ6/joel-i-ijwtbc-darfor-var-vi-nara-att-ga-in-i-vaggen. Läst 25 oktober 2024.
5. ↑  Sveriges Television AB, Stockholm Sweden. ”Skattjakten med IJustWantToBeCool”. https://www.svtplay.se/skattjakten-med-ijustwanttobecool. Läst 31 oktober 2024.